# Dighinala
Dighinala è un sottodistretto (upazila) del Bangladesh situato nel distretto di Khagrachhari, divisione di Chittagong. Si estende su una superficie di 694,12 km² e conta una popolazione di 50.933 abitanti (dato censimento 1991).